# Andrena candida
Andrena candida är en biart som beskrevs av Smith 1879. Andrena candida ingår i släktet sandbin, och familjen grävbin. Inga underarter finns listade i Catalogue of Life.